# 格林伍德鎮區 (密歇根州奧斯科達縣)
格林伍德鎮區（英語：Greenwood Township）是位於美國密歇根州奧斯科達縣的一個行政鎮區。

## 地方資料
格林伍德鎮區的面積為183.55平方千米，當中陸地面積為181.30平方千米，而水域面積為2.55平方千米。根據2020年美國人口普查的數據，當地共有人口1158人，而人口密度為每平方千米6.31人。